# Kniha lásky
Kniha lásky (1876, Das Buch der Liebe) je považována za první vydanou knihu německého spisovatele Karla Maye, ačkoliv je v ní mnoho částí od jiných autorů.

## Vznik knihy
Vznik knihy inicioval drážďanský nakladatel Heinrich Gotthold Münchmeyer, v jehož nakladatelství byl May redaktorem. Münchmeyer chtěl tímto dílem nahradit dvě jím vydané a od roku 1874 zakázané knihy: dějiny prostituce s názvem Tajemství chrámů Venuše všech dob a národů aneb Požadavky smyslů a jejich kněžky (1870, Die Geheimnisse der Venustempel aller Zeiten und Völker oder Die Sinnenlust und ihre Priesterinnen) a lékařskou osvětovou knihu Pohlavní choroby člověka a jejich léčení (Aufklärungsbuch Die Geschlechtskrankheiten des Menschen und ihre Heilung).
Karel May Knihu lásky redakčně připravil k tisku a k textům jiných autorů doplnil své vlastní, kterými otevřel mnohem širší pohled na fenomén lásky, osvětlil ji ve všech jejích kulturně historických, filozofických a náboženských souvislostech, a nad rámec toho se zabýval vážnými vědeckými otázkami původu a stvoření člověka, ve vztahu k tehdejší hodně diskutované evoluční teorii Charlesa Darwina. Kniha vyšla anonymně roku 1876, s podtitulem Vědecká prezentace lásky podle její povahy, účelu, historie a sexuálních důsledků spolu s podrobnou prezentací všech pohlavních, ženských a děložních nemocí se zvláštním zřetelem k šestinedělí a s pokyny pro léčbu těchto nemocí pouze pro dospělé a vědecky vzdělané osoby.

## Další vydání
Další vydání Knihy lásky je až z roku 1988, kdy jí jako reprint vydala Společnost Karla Maye (Karl-May-Gesellschaft). Roku 2006 jí pak nakladatelství Karl-May-Verlag zařadilo jako 87. svazek do Sebraných spisů Karla Maye (Karl May’s Gesammelte Werke).

## Obsah knihy
Kniha lásky se skládá ze tří částí:
- První část je v původním vydání bez názvu, v Sebraných spisech nese název Láska podle její podstaty a účelu (Die Liebe nach ihrem Wesen und ihrer Bestimmung. Předpokládá se, že je prakticky celá od Karla Maye.
- Druhá část má v původním vydání název Pohlavní choroby člověka a jejich léčení (Die Geschlechtskrankheiten des Menschen und ihre Heilung), v Sebraných spisech nese název Láska podle jejích důsledků (Die Liebe nach ihren geschlechtlichen Folgen). Autorem této části Karel May pravděpodobně není, ale významně se podílel na její textové úpravě.
- Třetí část nese název Láska podle její historie (Die Liebe nach ihrer Geschichte). Předpokládá se, že se na ní Karel May autorsky podílel.

### Externí odkauy
- (německy) Das Buch der Liebe – Karl-May-Gesellschaft
- (německy) Farbillustrationen aus dem Venustempel – Karl-May-Stiftung